# Casa pairal

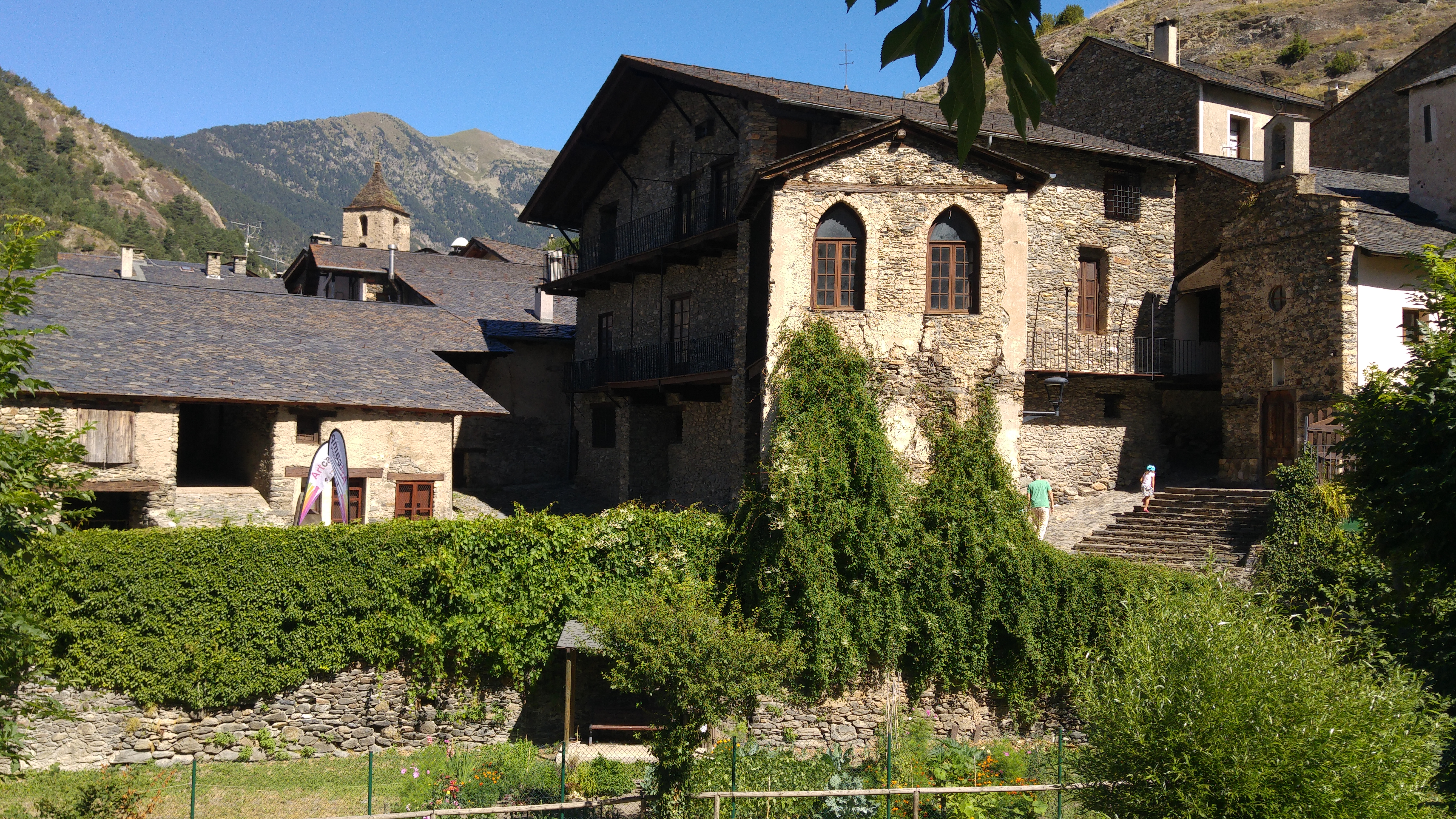
Casa Rossell, casa pairal d'Ordino, Principat d'Andorra

Casa pairal és una masia o casa autosuficient pertanyent a una finca rústica, seu d'un llinatge organitzat com a unitat d'explotació rural amb un patrimoni significatiu acumulat al llarg de generacions i conservat gràcies a la institució de l'hereu, que preveia que el patrimoni es succeís sencer del pare al fill gran.
La casa pairal acostuma a ser de grans dimensions i de construcció sòlida. El nom de la casa coincideix normalment amb el del llinatge i hi convivien dues o tres generacions, sota l'autoritat del cap de casa (el vell progenitor, pare o mare vídua), a més dels treballadors de la casa i del camp. El seu patrimoni ha anat augmentant a partir d'aliances matrimonials amb el pas de les generacions.
Des de la sentència de Guadalupe de 1486, ha sigut un dels principals nuclis de l'estructura social catalana, sobretot a la Catalunya Vella. La seva potència econòmica ha estat sovint un dels factors de modernització dels mètodes de conreu, i el motor, a través dels cabalers, de la industrialització des del s XVIII.